# 卡美拉琼帽

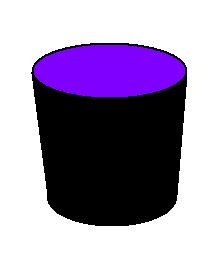
俄罗斯卡美拉琼帽

卡美拉琼帽 (希臘語：καλυμμαύχιον)或kalymmavchi (καλυμαύχι)或kamilavka (俄语：камилавка)是一种东正教僧侣所穿戴的工作帽子，或者是用于授予神职人员。卡美拉琼帽形似头套的封闭式头饰，源于拜占庭。这种帽子下面有个托环，两侧通常还有垂饰。